# Lou de Laâge

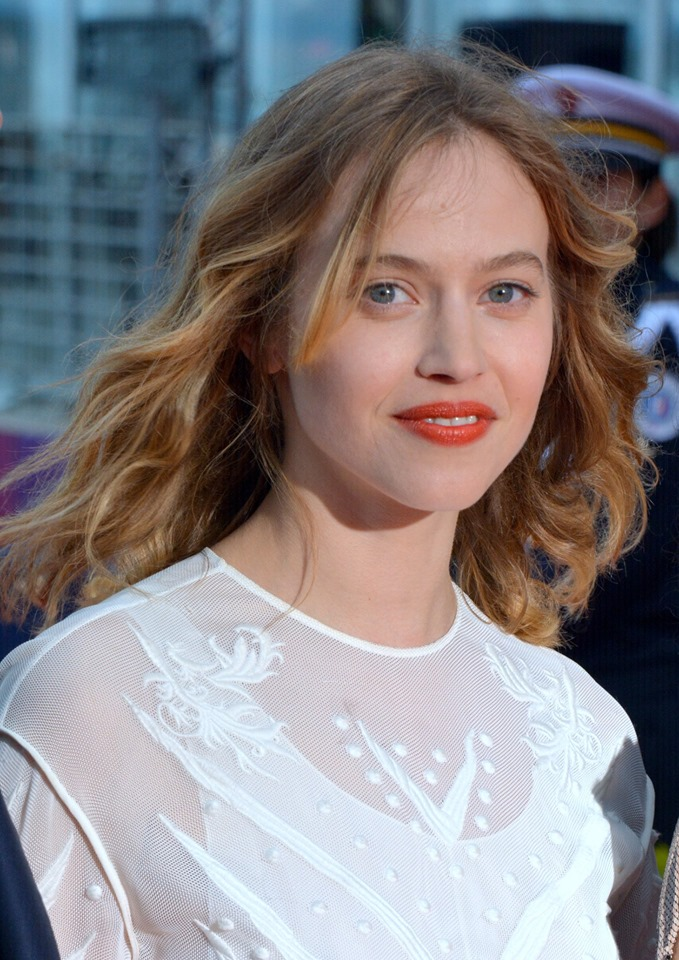
Lou de Laâge (2019)

Lou de Laâge (* 27. April 1990 in Bordeaux) ist eine französische Schauspielerin.

## Leben
De Laâge kam als einzige Tochter eines Journalisten und einer Malerin zur Welt. Sie wuchs mit ihren beiden Brüdern in Bordeaux auf; ihr älterer Bruder ist Toningenieur beim Film. Bereits im Alter von zehn Jahren trat sie in einem Kindertheater auf und spielte auf verschiedenen Theaterfestivals. Nachdem sie ihr Baccalauréat bestanden hatte, ging sie nach Paris, wo sie an der École Claude Mathieu drei Jahre lang Schauspiel studierte. Parallel dazu spielte sie weiterhin am Theater und war als Model tätig, so drehte sie Werbespots für eine Kosmetikmarke. Während ihres Studiums war sie in der Rolle der Studentin Lou in Michael A. Allowitz’ Kurzfilm La découverte zu sehen.
Ab 2011 trat de Laâge zunächst in kleineren Rollen in Fernsehserien auf, bevor sie 2011 eine Nebenrolle in Thomas Bardinets Nino übernahm, wobei zahlreiche Schauspieler des Films mit ihr an der École Claude Mathieu studiert hatten. Im Fernseh-Musical La nouvelle Blanche-Neige, einer Neuinterpretation der Märchen von Charles Perrault, übernahm de Laâge die Hauptrolle und sang. Für ihre Darstellung der jungen Pferdepflegerin Raphaëlle Dalio in Christian Duguays Jappeloup – Eine Legende wurde de Laâge 2014 für einen César als Beste Nachwuchsdarstellerin nominiert. Die gleiche Nominierung erhielt sie 2015 für ihre darstellerische Leistung in Respire. 2016 wurde ihr der Romy-Schneider-Preis für ihre Rolle in Agnus Dei – Die Unschuldigen verliehen. 2022 wurde sie mit dem Emmy Award für ihre Leistung als Hauptdarstellerin in Die Tanzenden ausgezeichnet, einem Film von Mélanie Laurent, die schon zuvor mit de Laâge in Respire zusammengearbeitet hatte. 2023 drehte de Laâge unter der Regie von Woody Allen an der Seite von Valérie Lemercier, Niels Schneider und Melvil Poupaud das Comedy-Drama Ein Glücksfall (Coup de Chance), welches während der Internationalen Filmfestspiele von Venedig 2023 außerhalb der Konkurrenz vorgestellt wurde. In der 2025 erschienenen Comedy-Serie Étoile mit acht Folgen von Daniel Palladino (Gilmore Girls) spielt sie an der Seite von Luke Kirby und Charlotte Gainsbourg die Hauptrolle.

## Filmografie
- 2009: La découverte
- 2010: 1788 … et demi (TV-Serie, sechs Folgen)
- 2011: Nino
- 2011: J’aime regarder les filles
- 2011: La nouvelle Blanche-Neige (TV)
- 2012: Agatha Christie: Mörderische Spiele (Les Petits Meurtres d’Agatha Christie, TV-Serie, Folge 1x06)
- 2013: Jappeloup – Eine Legende (Jappeloup)
- 2013: Eine Hochzeit und andere Hindernisse (Des gens qui s’embrassent)
- 2013: Deckname Caracalla (Alias Caracalla, au cœur de la Résistance) (TV-Mehrteiler, zwei Folgen)
- 2013: Anna Karenina (TV-Serie, zwei Folgen)
- 2014: Notre Faust (Kurzfilm)
- 2014: Le ballon de rouge (Kurzfilm)
- 2014: Collection rue des ravissantes: Boris Vian fait son cinéma (Kurzfilm-Kollektion, Folge Notre Faust)
- 2014: Respire
- 2015: Zug um Zug (Le tournoi)
- 2015: L’attesa
- 2016: Agnus Dei – Die Unschuldigen (Les innocentes)
- 2016: Un (Kurzfilm)
- 2017: Belle à croquer (Kurzfilm)
- 2018: Das schwarze Notizbuch (Le Cahier noir), (Caderno Negro)
- 2019: Weiß wie Schnee – Wer ist die Schönste im ganzen Land? (Blanche comme neige)
- 2021: Black Box – Gefährliche Wahrheit (Bôite noire)
- 2021: Die Tanzenden (Le bal des folles)
- 2021: O Livro Negro do Padre Dinis (TV-Serie, vier Folgen)
- 2022: Tu choisiras la vie (Alla vita)
- 2022: Le tourbillon de la vie
- 2023: Ein Glücksfall (Coup de chance)
- 2025: Étoile

## Auszeichnungen
- 2014: César-Nominierung, Beste Nachwuchsdarstellerin, für Jappeloup – Eine Legende
- 2015: César-Nominierung, Beste Nachwuchsdarstellerin, für Respire
- 2015: Nominierung für einen Prix Lumières, Beste Nachwuchsdarstellerin, für Respire
- 2016: Romy-Schneider-Preis, für Les innocentes
- 2022: Emmy Award, Beste Leistung als Schauspielerin, für Le bal des folles